# Patrick Martins
Patrick Alcântara Martins, é um empresário luso-francês, fundador da rede de franquia Green Swallow em Portugal e Presidente da ACCIP, a Associação de Cannabis e Cânhamo Industrial de Portugal. Casado com Diana Martins, com quem tem um filho, nascida no Brasil e com dupla nacionalidade Britânica e Brasileira, Diana é mestre em Finanças da Universidade de Westminster no Reino Unido desde 2015 e começou a carreira profissional na Bloomberg.

## Biografia e Carreira Académica
Patrick Martins é filho de imigrantes portugueses, nascido nos subúrbios de Paris, em Fontenay-Aux-Roses (Hauts-de-Seine), em 12 de novembro de 1986. Foi um membro ativo da Comunidade Católica de Gentilly, uma das maiores comunidades portuguesas do mundo, durante vários anos, tendo assim crescido com os valores e conceitos portugueses. 
Patrick Martins concluiu em 2010 um Mestrado em Negócios Internacionais em Paris na grande Escola de Comércio Negocia (agora Novancia), onde conhecerá nomeadamente a Diana Martins então em intercâmbio. Em 2011 abraçou uma carreira internacional como Responsável de Exportações na Península Ibérica através do prestigiado VIE, co-financiado pelo governo francês.
Filho de pais emigrantes do setor trabalhista, como a grande maioria dos portugueses em França e no estrangeiro, seu pai nativo de Chaves e familiar do General Francisco da Costa Gomes (segundo presidente de Portugal após a Revolução de 1974), e sua mãe de Seia. Ambos buscaram oportunidades em Paris, visto que Portugal, já na época, não oferecia condições de vida digna e confortável para a classe de trabalhadores em geral.
Patrick Martins decide após sua formação estabelecer uma vida ativa no seu país de origem que é Portugal em 2011, imbuído pelo sentimento patriota herdado de seus pais, mas decide sair para outras experiências internacionais no Brasil, na Argentina e na Austrália. Voltará em Portugal em 2017 para estabelecer sua vida, até decidir sair para o Reino Unido após quatro anos de perseguição na justiça pelo Ministério Público, instituição que decide não aceitar as decisões de justiça do Tribunal de Justiça português, um dos pilares da democracia do país, sobre às suas atividades lícitas no setor do Cânhamo Industrial.

## Carreira Profissional
Após essas várias expatriações e funções comerciais em várias empresas, observando atentamente seu entorno e alimentando com informações sua veia empresarial, em 2013 começa oficialmente sua busca pelo sucesso profissional.
Inaugura seu primeiro negócio, no ramo da beleza, a franquia Lôk Siam Spa, em Paris, atividade onde ainda figura como diretor fundador nos últimos 10 anos. Em 2017 arrisca no ramo imobiliário, fundando a Estilo Itinerante em Lisboa, ainda em atividade.
Em 2019, em aposta ousada, começa seu negócio de franchising, em Lisboa, no ramo do Cânhamo Industrial regulamentado em toda a União Europeia, a Green Swallow, administrando até 33 franqueados, tempo que inicia o sucesso almejado, acreditando no potencial de negócios de Portugal. Paradoxalmente, porém, aí também tem início uma via crucis em sua vida. Dedicando a maior parte de seu tempo ao trabalho, com atividades também em Londres, onde reside sua mulher, empenhado em ganhar mercado na Europa, já com tratativas com Espanha e França, começa a sentir os entraves da legislação portuguesa para gerir com conforto seu empreendimento. Identifica que ele e outros empreendedores do ramo, sofrem uma perigosa insegurança jurídica no país para todos os envolvidos na atividade, quer no plantio, produção e venda referente aos níveis de THC permitido e a ignorância na identificação das diferenças da flor de cânhamo para a cannabis de uso adulto recreativo.

## O Cânhamo Industrial e as Vitórias na Justiça
Incentivado por grupos com o mesmo interesse, funda em 2021, a ACCIP (Associação de Cannabis e Cânhamo Industrial de Portugal) junto com Humberto Nogueira, Vice-Presidente da ACCIP, buscando com essa associação acompanhar a movimentação da legislação da Comissão Europeia e contribuir com as autoridades portuguesas junto ao Governo e Partidos Políticos, informando da importância desses órgãos a se envolverem no assunto, buscando reunir produtores, transformadores, comerciantes, legisladores e autoridades na mesma mesa , de forma a produzir uma legislação e procedimento mais claros e ajustados à realidade do mercado europeu conforme comenta o próprio Humberto Nogueira em matéria de Laura Ramos em 10 de setembro de 2021 na Canna Repórter, com infrutífero resultado. De fato, após várias reuniões com Partidos Políticos e ASAE entre outros, Patrick Martins depara-se com promessas nunca cumpridas e uma perseguição do Ministério Público ainda mais acesa.
A União Europeia reconhece ao Cânhamo várias propriedades estratégicas adequadas para garantir o futuro da agricultura e da silvicultura, alcançando os objetivos do Acordo Verde Europeu. O cânhamo pode ser usado como armazenamento de carbono porque sequestra de 9 a 15 toneladas de CO2 por hectare de cultivo. Além disso, evita erosão do solo e produz grandes quantidades de pólen, ajudando a biodiversidade. A esses esclarecimentos se dedica ACCIP.
No entanto, em sua rede de franchising, mesmo trabalhando com níveis de THC permitidos de 0,3% em suas flores, comprovadas pelas análises do laboratório da própria Polícia Judiciária, entre julho de 2020 e novembro do mesmo ano a Green Swallow sofreu quatro apreensões de seus produtos por parte da PSP (Polícia de Segurança Pública), ASAE e Polícia Judiciária. Em 2020, a empresa faturou aproximadamente 1 milhão de euros, pagando quase 300 mil euros em impostos mas, com essas apreensões em 2020, no valor de compra de 100 mil euros, a crise da Covid-19 e os gastos da empresa, Patrick Martins declara não ter conseguido como se pagar nem mesmo um salário mínimo, mesmo sendo este um dos mais baixos da Europa.
Descapitalizado e humilhado, assistiu impotente ao impacto negativo no seu negócio, reduzido atualmente a 12 franqueados, sem contar o constrangimento moral perante seus familiares, amigos e comunidade do setor que, apesar de ser cidadão de bem, empreendedor em ascensão, é acusado de tráfico de estupefacientes (sempre arquivados pelos juízes do Tribunal de Justiça dois anos depois). Sofreu várias armas apontadas para si e seu colaborador presente no momento, algemado inúmeras vezes é detido por vários dias. Assistido pelo Advogado João Nabais, que consegue sua soltura, mas penalizado com a restrição de não sair de território português e obrigado se apresentar bi-semanalmente junto à PSP por longos 18 meses, o que também prejudicou suas atividades em Londres e Paris, seu casamento e seu patrimônio.
Graças aos pedidos de aceleração processual de seu advogado, pressionando para celeridade em seu processo, é reconhecida sua total inocência, obrigando a Polícia Judiciária em novembro de 2022 devolver os produtos apreendidos em Novembro de 2022[7] como também seu processo foi arquivado pelos juizes do Tribunal de Justiça. Porém, inexplicavelmente, a mesma procuradora Tânia Albuquerque, que dois dias após devolver 40 kg de Cannabis Sativa L. (Cânhamo) para o Patrick Martins, faz um copiar e colar da primeira acusação. Isso quando no debate instrutório, uma outra procuradora recusa a denúncia do Ministério Público, pedindo ao juiz para que seja arquivado o processo, contrariando por completo a posição da própria instituição e colega. Não aceitando duas decisões do Tribunal de Justiça, a procuradora Tânia Albuquerque reabre mais um caso escandaloso, caracterizando uma flagrante perseguição e real intenção de esmagar mais um empresário lusitano.

## Candidatura a Presidência da República Portuguesa de 2026
Diante de tantas injustiças e tomando para si a responsabilidade de contribuir com o país, sentindo como seu ancestral General Francisco Costa Gomes, que também era preocupado com a paz, a democracia e com a harmonia das instituições, resolve lançar sua pré candidatura à Presidência da República, nas eleições de 2026.
Sem partido, para não se comprometer com troca de favores e compromissos obscuros, magoado com o tratamento recebido pelo simples fato de produzir emprego e economia, ainda acredita que a transparência e a verdade devem prevalecer sempre, mesmo em ambientes institucionais. Uma de suas promessas de campanha, entre outras, é a luta contra o sistema injusto para o povo português, conforme matéria de Laura Ramos no Canna Repórter em 15 de abril de 2022 onde destaca que os cidadãos portugueses não podem perder mais um sector promissor a favor de empresas estrangeiras.
Patrick Martins ganha aliás a alcunha de "Presidente da Cannabis" quando promete, em caso de eleição, a organização de um referendo nacional sobre a legalização do Cannabis Recreativo.
1. ↑  «Cânhamo industrial vê em unidade de processamento trampolim para dar o salto». www.jornaldenegocios.pt. Consultado em 23 de março de 2023
2. ↑  «Há quase 100 lojas que vendem produtos derivados da Canábis». www.jn.pt. Consultado em 23 de março de 2023
3. ↑  «Green Swallow Cannabis: a nova loja de Algés só vende produtos com CBD». New in Oeiras. Consultado em 23 de março de 2023
4. ↑  «Fears over delays as Portugal's hemp industry edges forward» (em inglês). Consultado em 23 de março de 2023
5. ↑  Ramos, Laura (10 de setembro de 2021). «ACCIP: "O maior problema é a total ausência do Ministério da Agricultura no processo de cultivo de cânhamo"». CannaReporter. Consultado em 23 de março de 2023
6. ↑  Ramos, Laura (12 de abril de 2022). «João Nabais: "É necessário que todos os intervenientes da justiça tenham presente que o cânhamo é uma planta diversa da canábis"». CannaReporter. Consultado em 23 de março de 2023
7. ↑  «Portuguese police return hemp flower after acquittal in drug case» (em inglês). Consultado em 23 de março de 2023
8. ↑  Ramos, Laura (15 de abril de 2022). «Patrick Martins: "Os cidadãos portugueses não podem perder um sector promissor a favor de empresas estrangeiras"». CannaReporter. Consultado em 23 de março de 2023
9. ↑  Marques, Beth (25 de fevereiro de 2023). «Referendo - Legalização da Cannabis Recreativa». Patrick 2026. Consultado em 23 de março de 2023